# Johann Fitzmann

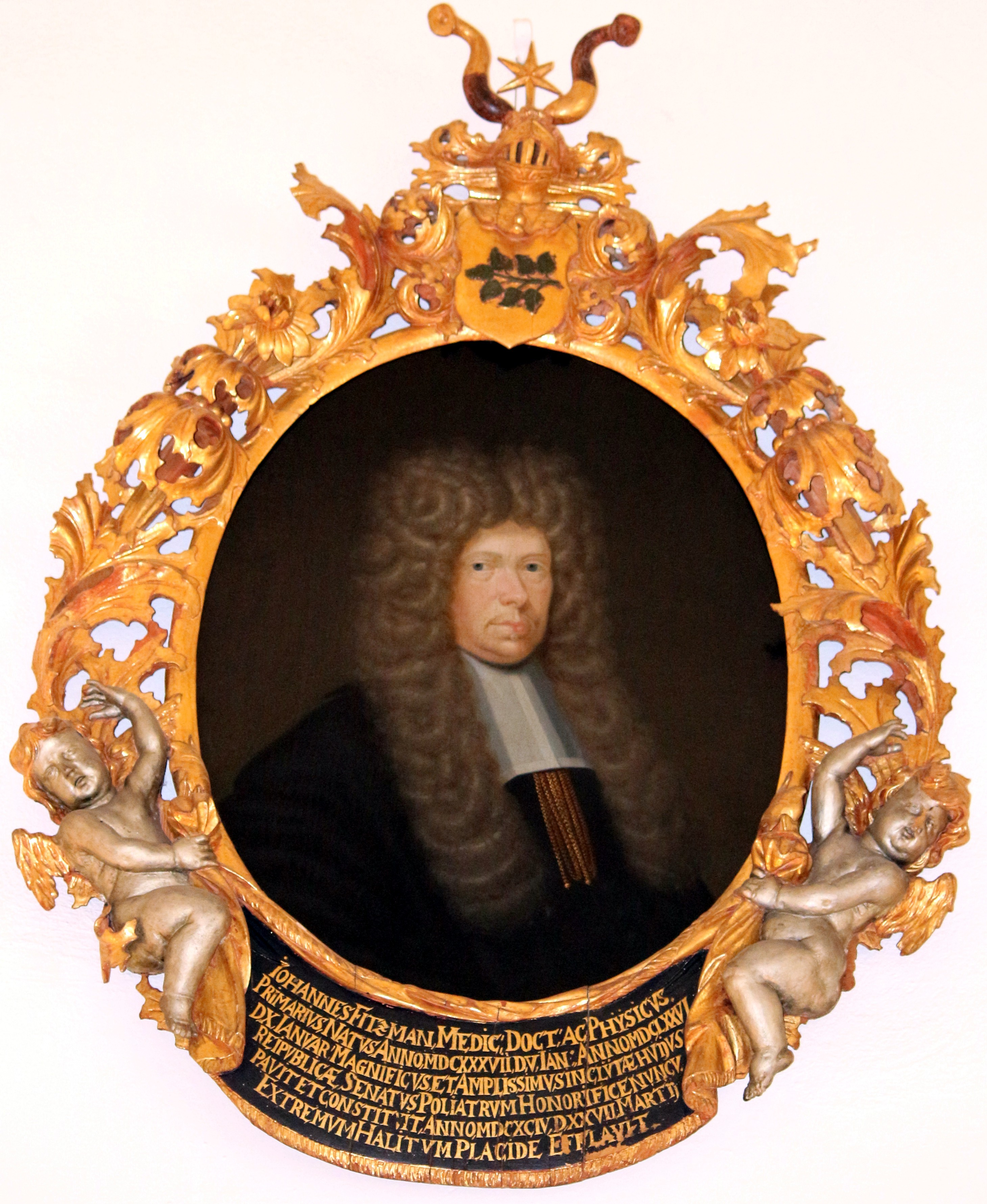
Johann Fitzmann, Porträt in der Lübecker Stadtbibliothek

Johann Fitzmann, auch Johannes Fitzmann, zur Unterscheidung von seinem gleichnamigen Sohn auch Senior oder der Ältere genannt (* 5. Januar 1637 in Lübeck; † 27. März 1694 ebenda) war ein deutscher Arzt und Stadtphysicus von Lübeck.

## Leben
Fitzmann besuchte das Katharineum zu Lübeck. Schon im Alter von 14 Jahren wurde er im Mai 1651 an der Universität Rostock immatrikuliert, studierte aber erst ab 1654 hier und später an den Universitäten Gießen und Padua Humanmedizin. 1659 wurde er in Gießen unter Vorsitz von Georg Balthasar Metzger zum Dr. med. promoviert. Er praktizierte zunächst in Holland und kam dann nach Lübeck zurück. 1676 ernannte ihn der Rat zum Stadtphysicus.
Fitzmann war zwei Mal verheiratet. Mit seiner ersten Frau Maria, der Tochter des Ratssekretärs Johannes Heinrichs, hatte er sieben Kinder. Sie starb 1671. Daraufhin heiratete er Margareta, die Tochter des Ratssyndicus Heinrich Michaelis und hatte mit ihr zwölf weitere Kinder. Sein gleichnamiger Sohn aus erster Ehe Johann Fitzmann (* 30. Juni 1666) wurde sein Nachfolger, starb aber schon am 16. Dezember 1704. Ein anderer Sohn Gabriel Fitzmann († 1719) wurde 1704 Prediger und 1705 Pastor an St. Lorenz (Travemünde).
Der Rektor des Katharineums Enoch Svantenius schrieb seine Trauerschrift. Sein Nachfolger wurde Nikolaus Hanneken.

## Schriften
- Exercitatio Medica Inauguralis, De Phthisi. Gießen: Hampel 1658
- Dissertatio de efficientia et dependentia causarum secundarum. Gießen 1659
- Disputatio Physico-Medica, De Lactis, Natura Et Usu Nobilissimo. Gießen [1660]